# Diversidad sexual en la República Centroafricana
Las personas lesbianas, gays, bisexuales y transgénero (LGBT) en la República Centroafricana enfrentan desafíos legales y sociales que no experimentan los residentes no LGBT. La actividad sexual entre hombres y mujeres del mismo sexo es legal en la República Centroafricana, pero las personas LGBT se enfrentan a la estigmatización entre la población en general.
La República Centroafricana fue uno de los pocos estados africanos que firmó una "declaración conjunta para poner fin a los actos de violencia y las violaciones de los derechos humanos relacionadas con la orientación sexual y la identidad de género" en las Naciones Unidas, condenando la violencia y la discriminación contra las personas LGBT.

## Leyes relativas a la actividad sexual entre personas del mismo sexo
La actividad sexual entre personas del mismo sexo es legal. Sin embargo, según el informe de derechos humanos de 2012 del Departamento de Estado de los Estados Unidos:

El código penal tipifica como delito la "expresión pública de amor" entre personas del mismo sexo con prisión de seis meses a dos años o multa de entre 150 000 y 600 000 francos CFA (300 y 1200 dólares). Cuando uno de los participantes sea un niño, el adulto podrá ser condenado a dos a cinco años de prisión o multa de 100 000 a 800 000 francos CFA (200 y 1600 dólares); sin embargo, no hubo informes de que la policía arrestara o detuviera a personas [en 2012] en virtud de estas disposiciones.

El artículo 85 del Código Penal del país, aprobado en 2010, criminaliza los "actos antinaturales realizados en público". Alternatives Centrafrique, una organización LGBT local, ha denunciado detenciones arbitrarias amparadas en dicho artículo.

## Reconocimiento de relaciones del mismo sexo
No existe un reconocimiento legal de las parejas del mismo sexo.
El matrimonio entre personas del mismo sexo está prohibido constitucionalmente, ya que el matrimonio se define en el artículo 7 de la Constitución como "la unión entre un hombre y una mujer... La familia y el matrimonio están bajo la protección del Estado".

## Adopción y planificación familiar
Según un sitio web del gobierno francés, las personas solteras y casadas son elegibles para adoptar niños. El sitio web no dice si las personas LGBT solteras están descalificadas o no.

## Condiciones de vida
El Informe de derechos humanos de 2012 del Departamento de Estado de los Estados Unidos encontró que:

No hubo informes de que el gobierno tuviera como objetivo a gays y lesbianas. Sin embargo, la discriminación social contra las personas lesbianas, gays, bisexuales y transgénero estaba arraigada y muchos ciudadanos atribuyeron la existencia de la homosexualidad a una influencia occidental indebida. No se conocen organizaciones que defiendan o trabajen en nombre de las personas lesbianas, gays, bisexuales o transgénero.

Los problemas de detención arbitraria que viven las minorías y las personas trans se basan habitualmente en denuncias calumniosas y difamaciones por injerencias arbitrarias. En 2014, miembros armados de Seleka golpearon a una persona trans que estaba esperando un taxi frente a la comisaría del segundo distrito de Bangui; luego la arrestaron y golpearon, fue insultada y desnudada en la calle por su ropa que expresaba su identidad de género. Esta persona trans vestía jeans ajustados y una camiseta, tenía trenzas, aretes y maquillaje ligero.